# Dog Eat Dog
Dog Eat Dog is een Amerikaanse band afkomstig uit Bergen County in New Jersey. Midden jaren 90 raakten ze bekend met singles als "No Fronts", "Who's the King" en "Rocky", in een kenmerkende mix van punkrock, hiphop en metal.

## Discografie
- 1993: Warrant (ep, Roadrunner Records)
- 1994: All Boro Kings (Roadrunner Records)
- 1996: Play Games (Roadrunner Records)
- 1999: Amped (Roadrunner Records)
- 2000: In the Dog House: The Best and the Rest (Roadrunner Records)
- 2006: Walk with Me (Wanted Records)
- 2017: Brand New Breed (ep)

## Bandleden
- John Connor – zang
- Dave Neabore – basgitaar, zang
- Brandon Finley – drums
- Roger Haemmerli – gitaar
- Daniel Mallman - zang (alleen live)
- Herodes Bozez - saxofoon (alleen live)

### Oud-leden
- Dan Nastasi – hoofdgitaar
- Sean Kilkenny – gitaren
- Marc DeBacker – gitaren
- Scott Mueller – saxofoon
- Kevin Reilly – saxofoon
- Dave Maltby – drums
- Mark Marri – drums
- Brett – drums
- John Milnes – drums (demo-opname)